# Protocol d'inici de sessió
El protocol d'inici de sessió  (en anglès Session Initiation Protocol, SIP) és un protocol desenvolupat per l'IETF MMUSIC Working Group i és un estàndard proposat per inicialitzar, modificar i terminar una sessió interactiva d'usuari que impliqui elements multimèdia com ara vídeo, veu, missatgeria instantània, jocs en línia i realitat virtual. Al novembre de l'any 2000, SIP va ser acceptat com un protocol de senyalització 3GPP. És un dels principals protocols de senyalització per VoIP juntament amb H.323.
Els clients SIP habitualment usen el port TCP i UDP 5060 per connectar-se als servidors SIP. Bàsicament s'utilitza per iniciar o finalitzar trucades de veu o de vídeo, ja que les comunicacions de veu o de vídeo es fan amb RTP.
Un dels objectius de SIP era proporcionar un protocol de senyalització i configuració de la trucada per a comunicacions basades en IP que pogués suportar totes les funcions de processament de la trucada de la xarxa telefònica commutada. El protocol SIP no defineix aquestes característiques per si mateix, ja que només se centra en configuració de la trucada i senyalització. Tot i així ha estat dissenyat per permetre aquestes característiques en els elements de la xarxa coneguts com a Proxy Servers i User Agents. I aquestes característiques permeten dur a terme accions com ara marcar un número, fer sonar un telèfon, sentir tons d'espera o de línia ocupada. La implementació i la terminologia d'aquestes funcions és diferent en el món SIP però de cara a l'usuari final, el comportament és similar.